# بیگائیم قرگیزباوا
بیگائیم قرگیزباوا (انگلیسی: Begaim Kirgizbaeva؛ زادهٔ ۱۵ ژوئن ۱۹۸۷) بازیکن فوتبال اهل قزاقستان است.

وی همچنین در تیم ملی فوتبال زنان قزاقستان بازی کرده‌است.